# Eutektikum

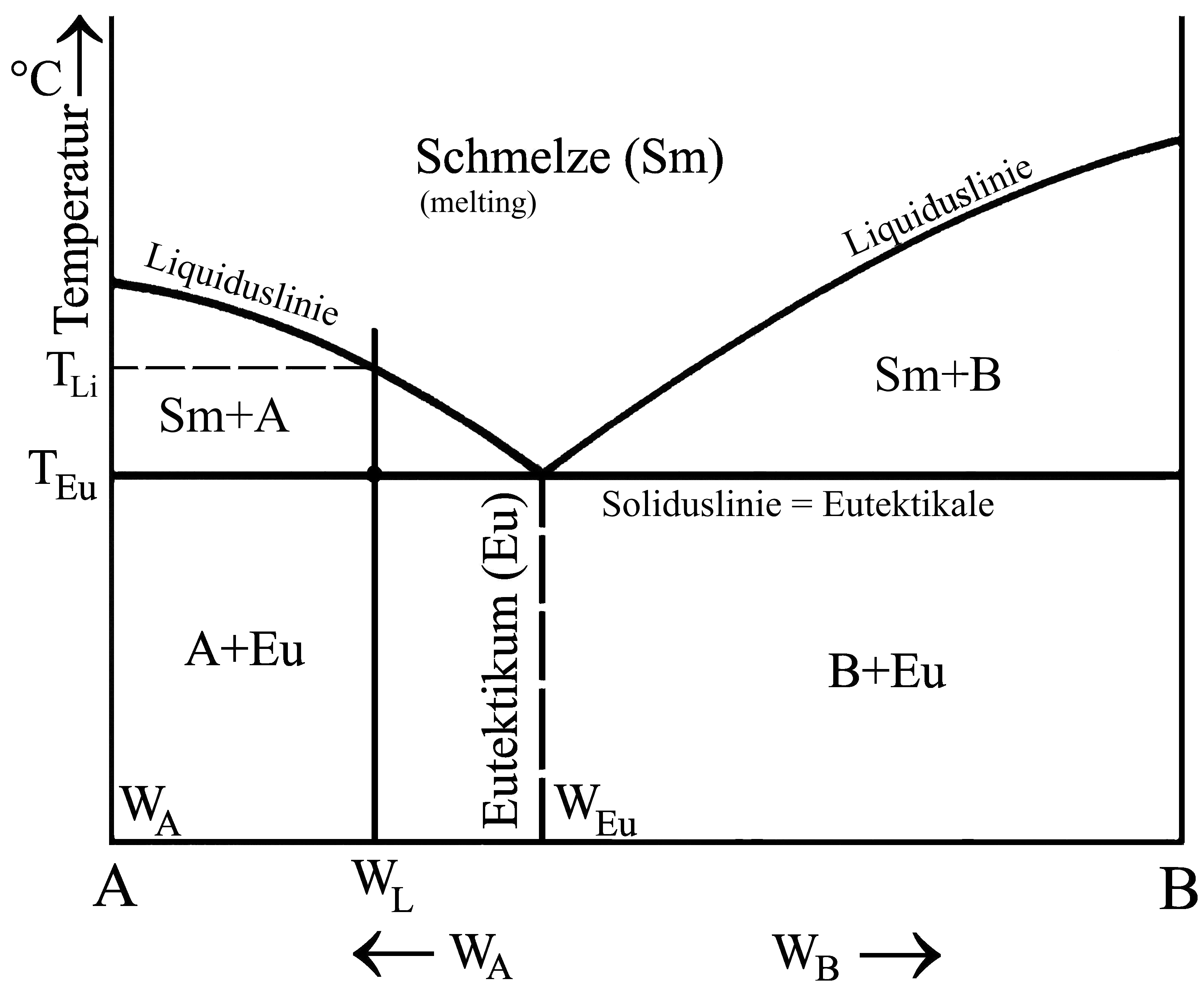
Zustandsschaubild (Phasendiagramm) eines eutektischen Systems
A bzw. B = Phase A bzw. B
W_{L}=Zusammensetzung einer willkürlich ausgewählten Legierung

Ein Eutektikum (altgriechisch εὐ eu- gut, τήκω teko schmelzen; Plural Eutektika) ist ein Stoffgemisch oder eine Legierung mit einer Zusammensetzung, die bei einer genau definierten Temperatur schmilzt oder erstarrt. Diese Eutektikumstemperatur liegt unterhalb der Schmelzpunkte der einzelnen Komponenten.
Die eutektische Zusammensetzung eines Stoffgemischs ist in einem Zustandsschaubild mit den zwei Freiheitsgraden, Temperatur und Anteil der beteiligten Komponenten, zu erkennen.
Eine ähnliche Erscheinungsform, bei der allerdings alle beteiligten Phasen bereits im festen Aggregatzustand vorliegen, nennt man Eutektoid.

## Abgrenzung
Im Gegensatz zu Eutektika haben nichteutektische Gemische einen Temperaturbereich, in dem ein Phasenübergang stattfindet.
Kühlt man beispielsweise eine wässrige, jedoch noch nicht eutektische (untereutektische), Salzlösung ab, so scheiden sich aufgrund der Gefrierpunktserniedrigung des Wassers erst unterhalb von 0 Grad die ersten Eiskristalle aus. Bei weiterer Abkühlung fallen immer mehr Eiskristalle aus, die noch nicht kristallisierte Restlösung wird dadurch immer „Salziger“. Nachdem der eutektische Punkt erreicht ist, (Salzgehalt gleich der eutektischen Zusammensetzung) kommt es nicht mehr zur Eisbildung, es kristallisieren Salzhydrate aus, und die Temperatur, als auch die Salzkonzentration der Lösung bleibt bis zum vollständigen Erstarren konstant. Bei übereutektischen Salzlösungen hingegen fällt während des Abkühlens Salz aus, wodurch die Konzentration der verbleibenden Lösung bis zur eutektischen Zusammensetzung sinkt. Ein ähnlicher Effekt wird bei eutektischen Legierungen beobachtet.
Zu unter- beziehungsweise übereuktektischen Legierungen siehe Legierung#Zweistoffsysteme mit vollständiger Unlöslichkeit im festen Zustand.

## Eutektische Legierungen

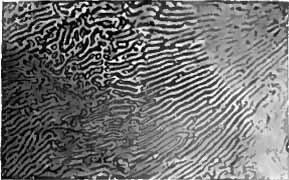
Gefügeschliffbild des Eutektikums im System Blei–Zinn

### Eigenschaften
Am eutektischen Punkt, berühren sich Solidus- und Liquiduslinie. Dort sind alle drei Phasen des Systems – Schmelze, Phase A und B – im Gleichgewicht und bei eutektischen Legierungen wechseln alle Stoffe gleichzeitig die Phase von fest auf flüssig. Das bedeutet, eine eutektische Legierung hat einen eindeutig bestimmbaren Schmelzpunkt, den sogenannten eutektischen Punkt Die Erstarrungstemperatur ist zudem die niedrigste aller Mischungen aus den gleichen Bestandteilen.
Weil bei Eutektika alle Bestandteile gleichzeitig erstarren und dies bei einer viel niedrigeren Temperatur geschieht, als es bei den reinen Komponenten der Fall wäre, entsteht ein feines und gleichmäßiges Gefüge, das eine in der Regel charakteristische lamellare Struktur aufweist. Ursache dafür ist die bei dieser Temperatur niedrige Bewegungsenergie der Atome, die nur kurze Wege und damit nur die Bildung sehr kleiner Kristalle (auch Kristallite genannt) zulässt.
Die Gibbssche Phasenregel für Feststoffe bei konstantem Druck lautet {\displaystyle f=N-P+1}. Daraus erhält man für eutektische Legierungen mit zwei Komponenten und drei Phasen (Schmelze, Phase A und Phase B) den Wert {\displaystyle f=2-3+1=0}, das heißt, die vollkommene Erstarrung des Eutektikums ist nur in einem Punkt möglich.

### Verfestigungsmechanismen
Der primäre Verfestigungsmechanismus der eutektischen Struktur in Metallen ist die Verbundwerkstoffverfestigung (siehe Verfestigungsmechanismen von Werkstoffen). Dieser Verformungsmechanismus funktioniert durch Lastübertragung zwischen den beiden konstituierenden Phasen, wobei die nachgiebigere Phase Spannung auf die steifere Phase überträgt. Durch Ausnutzung der Festigkeit der steifen Phase und der Duktilität der nachgiebigen Phase erhöht sich die Gesamtzähigkeit des Materials. Wenn die Zusammensetzung zu untereutektischen oder übereutektischen Formationen variiert wird, wird der Mechanismus der Lastübertragung komplexer, da es nun sowohl eine Lastübertragung zwischen der eutektischen Phase und der sekundären Phase als auch eine Lastübertragung innerhalb der eutektischen Phase selbst gibt.
Ein zweiter einstellbarer Verfestigungsmechanismus eutektischer Strukturen ist der Abstand der Sekundärphase. Durch die Verringerung des Abstands der eutektischen Phase und die Schaffung einer feinen eutektischen Struktur wird mehr Oberfläche zwischen den beiden konstituierenden Phasen geteilt, was zu einer effektiveren Lastübertragung führt. Auf der Mikroskala wirkt die zusätzliche Grenzfläche als Barriere für Versetzungen, wodurch das Material weiter verfestigt wird. Infolge dieses Verfestigungsmechanismus sind grobe eutektische Strukturen tendenziell weniger steif, aber duktiler, während feine eutektische Strukturen steifer, aber spröder sind. Der Abstand der eutektischen Phase kann während der Verarbeitung gesteuert werden, da er direkt mit der Abkühlungsgeschwindigkeit während der Erstarrung der eutektischen Struktur zusammenhängt. Für eine einfache lamellare eutektische Struktur beträgt der minimale Lamellenabstand {\displaystyle \lambda ^{*}} beispielsweise:
{\displaystyle \lambda ^{*}={\frac {2\gamma V_{m}T_{E}}{\Delta H*\Delta T_{0}}}}
Dabei ist {\displaystyle \gamma } die Oberflächenenergie der Zweiphasengrenze, {\displaystyle V_{m}} ist das Molvolumen der eutektischen Phase, {\displaystyle T_{E}} ist die Erstarrungstemperatur der eutektischen Phase,  Durch Änderung der Unterkühlung und damit der Abkühlungsgeschwindigkeit wird also der minimal erreichbare Abstand der sekundären Phase gesteuert.
Um Verformungen bei hohen Temperaturen (Kriechverformung) zu verringern muss beachtet werden, dass sich der primäre Verformungsmechanismus in Abhängigkeit von der Höhe der angelegten Spannung ändert. Bei hohen Temperaturen, bei denen die Verformung durch Versetzungsbewegungen dominiert wird, bleiben die Verstärkung durch Lastübertragung und sekundäre Phasenabstände bestehen, da sie der Versetzungsbewegung weiterhin widerstehen. Bei niedrigeren Spannungen, bei denen das Nabarro-Herring-Kriechen dominiert, spielen Form und Größe der eutektischen Phasenstruktur eine wichtige Rolle, da sie die verfügbare Grenzfläche für die Leerstellendiffusion beeinflussen.

## Verwendung

### Eisenmetallurgie
Ein technisch häufig genutztes Eutektikum ist z. B. der Ledeburit des Fe-C Systems (4,3 % C/1147 °C), das zum Gießen von Temperguss genutzt wird.

### Aluminiumherstellung
Auch bei der Herstellung von Aluminium mittels Schmelzflusselektrolyse wird ein eutektisches Gemisch verwendet. Hier wird aus 10,5 % (Massenprozent) Aluminiumoxid (Al2O3, Schmelzpunkt 2058 °C) und 89,5 % Kryolith (Na3[AlF6], Schmelzpunkt ~1000 °C) ein Gemisch mit dem Schmelzpunkt 950 °C hergestellt.

### Lötmaterial
Da der Schmelzpunkt einer eutektischen Legierung deutlich unter dem der reinen Metalle liegt, werden solche Legierungen bevorzugt zum Löten verwendet. Dies hat den Vorteil, dass man relativ wenig Wärme einbringen muss und bei der Wahl des Lotes die Materialverwandtschaft von Lot und Fügepartner nutzen kann.

### Zwischenprodukt für die Produktion von Legierungen
Weiterhin nutzt man den herabgesetzten Schmelzpunkt zum Erstellen von Legierungen, bei denen die Schmelzpunkte der beiden Komponenten weit auseinanderliegen. Dies ist zum Beispiel bei Aluminium (Schmelzpunkt 660 °C) und Wolfram (Schmelzpunkt 3422 °C) der Fall. Versuchte man, eine Aluminium-Wolfram-Legierung direkt herzustellen, indem man beide Bestandteile einfach „in einen Topf wirft“ und erhitzt, so wäre das Aluminium bereits verdampft (Siedepunkt 2467 °C), ehe das Wolfram geschmolzen ist. Fertigt man jedoch erst eine Vorlegierung (mit niedrigerem Schmelzpunkt) aus Wolfram und einem Metall mit einem hohen Schmelzpunkt an, ist die Herstellung möglich. Bedingt durch die Vorbehandlung entstehen so natürlich keine reinen Legierungen.

### Kältemischungen
Im chemischen Labor macht man sich die Bildung niedrigschmelzender Eutektika zunutze, um Kältemischungen herzustellen.

### Thermometer
Einen besonders niedrigen Schmelzpunkt weist die als Galinstan bekannte eutektische Legierung aus 68 bis 69 % Gallium, 21 bis 22 % Indium und 9,5 bis 10,5 % Zinn auf, die erst bei −19,5 °C kristallisiert und in quecksilberfreien, analogen Fieberthermometern verwendet wird.
Eher von historischer Relevanz ist Thallium-Amalgam dessen Schmelzpunkt noch niedriger ist als jener von reinem Quecksilber, was historisch genutzt wurde um besonders tiefe Temperaturen mit analogen Thermometern zu messen. Aufgrund der Giftigkeit sowohl von Thallium als auch von Quecksilber und der Verfügbarkeit anderer Messmethoden werden derartige Thermometer kaum noch verwendet.

### Kerntechnik
Sowohl in Forschungsreaktoren als auch in Reaktoren, deren Hauptzweck die Erzeugung elektrischer Energie oder von Prozesswärme ist, kommen Eutektika als Kühlmittel zum Einsatz.
Der Hauptvorteil flüssiger Metalle als Kühlmittel gegenüber üblichen Leichtwasserreaktoren sind die höheren erzielbaren Betriebstemperaturen. Darüber hinaus sind die meisten Metalle nicht oder nur begrenzt als Neutronenmoderator wirksam, weswegen ein schneller Brüter nicht mit Wasser im Primärkreislauf gekühlt werden kann. Vorteil gegenüber gasgekühlten Reaktoren ist die höhere Dichte und damit größere Wärmetransportfähigkeit bei gegebenem Volumen.
Übliche Eutektika, welche für entsprechende Reaktoren eingesetzt oder vorgeschlagen werden, sind NaK (siehe weiter unten) und Blei-Bismut. Bei beiden Substanzen bestehen gewisse Probleme mit Neutronenaktivierung (aus 209Bi entsteht 210Po, aus 23Na wird 24Na) und NaK ist darüber hinaus brennbar und reagiert explosiv mit Wasser. Auch das Forschungsprojekt MYRRHA soll mit Blei-Bismut gekühlt werden.
Auch die für Flüssigsalzreaktoren vorgeschlagenen Salzschmelzen wie zum Beispiel FLiBe stellen üblicherweise Eutektika dar.

## Beispiele
Bekannte Beispiele für eutektische Legierungen sind
- das als „Lötzinn“ bzw. „Sickerlot“ bekannte System aus Zinn (Sn) und Blei (Pb) mit einer Zusammensetzung von 63 % Sn und 37 % Pb mit einer Schmelztemperatur von 183 °C.
- verschiedene Silberlote, die neben Silber (Ag) und Kupfer (Cu) noch Zink (Zn), Zinn (Sn) und Cadmium (Cd) enthalten können. So enthält z. B. das Silberlot „L-Ag44“ 44 % Ag, 30 % Cu und 26 % Zn.
- Roses Metall, eine Legierung aus Bismut (Bi), Blei und Zinn mit einem Schmelzpunkt von ca. 94 °C
- Fieldsches Metall ist ein Eutektikum aus Indium (In), Bismut und Zinn und schmilzt bei etwa 62 °C
- Woodsches Metall (auch Wood’sche Legierung) besteht aus einer eutektischen Legierung im System Bismut-Blei-Cadmium-Zinn, die bei etwa 60 °C schmilzt.
- Eine Natrium-Kalium-Legierung ist bei Raumtemperatur flüssig.

Neben ihrer hauptsächlichen Verwendung als Lötmetalle kommen solche gut schmelzenden Legierungen unter anderem noch in Sprinkleranlagen oder in Scherzartikeln zum Einsatz. Ebenso stellen bestimmte Quarzporphyre oder eine Lösung von 30,9 g Kochsalz auf 100 g Wasser (Kryohydrat, Schmelzpunkt −21,3 °C) Eutektika dar.